# スリーピング・マーダー
『スリーピング・マーダー』（原題：Sleeping Murder）は、1976年に刊行されたアガサ・クリスティの推理小説。マープルシリーズ最後の作品。

## 解説
本作はマープルシリーズの完結を目的として、ポアロシリーズ最終作『カーテン』とともに1943年に執筆され、作者死後の出版の契約がなされていた作品である。作者自身に万一のことがあっても家族が困らないように、本作の著作権を夫に贈与することが、本作執筆の動機であった。
本作では、前年に執筆された作品『五匹の子豚』と同様、「回想の殺人」がテーマとなる。

## あらすじ
新婚のグエンダ・リードは、新居を求めて夫ジャイルズより一足先にニュージーランドからイングランドを訪れる。そしてディルマスで見つけたヴィクトリア朝風の家、ヒルサイド荘を一目で気に入ったグエンダは、早速その家を購入し改装を始める。しかし、初めての家のはずなのに、石段、居間から食堂へ通じるドアなど、なぜか隅々まで知りつくしているような思いにとらわれ不安を感じ始める。さらに、古い戸棚の中からは彼女がまさに思い描いた模様の壁紙が現れた。
恐怖を感じたグエンダは、ロンドンに住むジャイルズのいとこのレイモンド・ウェスト夫妻からの招待に応じロンドンを訪れ、レイモンドの伯母のミス・マープルたちと芝居『モルフィ公爵夫人』の観劇に行く。ところが「女の顔をおおえ、目がくらむ、彼女は若くして死んだ」という台詞を聞いたとたん、グエンダは悲鳴をあげて劇場を飛び出してしまう。気が狂ったのではないかと思い悩むグエンダは、マープルにこれまでのすべてを打ち明ける。さらに彼女は、芝居の台詞を聞いた瞬間、ヒルサイド荘で殺された女を連想したことを話す。
グエンダは、父親が駐在していたインドで生まれ、母親が亡くなった後、幼い頃から母方の伯母にニュージーランドで育てられた。父親は母親の数年後に他界していた。マープルは、グエンダが父親とその後妻と共にイギリスに住んでいたことを示唆し、それが事実であることを証明する。継母のヘレン・ハリデイ（旧姓ケネディ）は、インドからイギリスに戻る途中で父親と出会い、船上でのロマンスを経て、イギリスに到着後に結婚し、二人はヘレンの故郷であるディルマスに家を借りていた。グエンダは、18年前の自身がまだ幼い子どもだったときに滞在していた記憶のあるその家に、偶然にも訪れたのであった。グエンダは自分の恐ろしい連想と劇の台詞について考える。それは本当の記憶なのか。夫のジャイルズがニュージーランドからやってきて、二人はこの謎を追究することにする。
ヘレンと一緒に育った兄のケネディ医師は、現在は引退して別の村に引っ越している。彼は、ジャイルズが出したヘレンの情報を求める広告に返信をしてくる。
マープルはディルマスに住む友人を訪ねることにする。彼女はかつてケネディ家の庭師をしていた者を見つけ、当時の出来事についていくつか有益な情報を得る。マープルはハリデイ家の元料理人イーディスを見つけ、彼女は当時のことをよく覚えていた。ハリデイ家はヘレンが失踪する前にノーフォークの家に引っ越そうとしていた。使用人たちは、ヘレンが夫から逃げようとしていたのだと推測したが、彼女はハリデイと彼の娘グエンダを愛していた。
グエンダとジャイルズは、ハリデイ家の元小間使いリリーを探し出すために広告を出す。広告を読んだリリーはケネディに手紙を書く。彼女は、スーツケースに詰められた服がちぐはぐだったので、ヘレンが家出したとは思えなかったと言う。リード夫妻とケネディは、ケネディの自宅でリリーに会おうという返信をするが、リリーは約束の日時になっても現れない。
警察は、駅の近くの雑木林で絞殺されたリリーの死体を発見する。彼女はケネディが招待した手紙を持っていたが、それよりも早く到着する列車に乗ってきていた。マープルはグエンダに、警察にすべてを話すよう助言する。やがて警察はヘレンの死体を発見するため、ヒルサイド荘のテラスの先にある庭を掘り起こす。グエンダが一人で家にいると、ケネディが近づいてきて、彼女を毒殺しようとするが失敗し、首を絞めて殺そうとする。マープルは石鹸液の入った容器を持ってやってきて、彼の目に噴射して殺人の企てを阻止する。
ケネディ医師は18年前、階段の手すりのところにいた幼いグエンダに気づかず、あの劇の最後の台詞を発しながら妹を絞め殺し、死体を庭に埋めたのだった。その後でヘレンの夫に自分が絞殺したと思い込ませ、死体は見つからず、彼は精神異常者として捕えられ、老人ホームで死んだ。リリーと一緒に発見された手紙は、彼女がケネディから受け取ったものではなく、彼女を殺した後にすり替えたものだった。マープルはリード夫妻にこれらの説明と、ケネディの自白を話し、劇中のあの台詞で早期に気づくべきだったと語る。

## 登場人物
ジェーン・マープル
セント・メアリ・ミード村に住む探偵好きな独身の老婦人。
レイモンド・ウェスト
マープルの甥。小説家。
ジョーン
レイモンドの妻。画家。
ヘイドック
マープルの主治医。
グエンダ・リード
ニュージーランドから来た新妻。
ジャイルズ
グエンダの夫。ウェスト夫妻のいとこ。
コッカー夫人
家政婦。
フォスター
庭師。
ケルヴィン・ハリデイ
グエンダの父。
ヘレン
ケルヴィンの後妻。
ジェイムズ・ケネディ
ヘレンの兄。医師。
ベンローズ
精神科医。
ウォルター・フェーン
弁護士。
エリノア
ウォルターの母。
イーディス・パジェット
ハリデイ家の元料理人。
リリー・キンブル
小間使い。
レオニー
スイス人の子守り。
リチャード・アーキンソン
退役少佐。
ジャッキー・アフリック
観光会社経営者。
プライマー
警部。

## 日本語訳版
| 出版年         | タイトル                                            | 出版社   | 文庫名等                      | 訳者   | 巻末                                                         | ページ数 | ISBNコード     | カバーデザイン  | 備考 |
| -------------- | --------------------------------------------------- | -------- | ----------------------------- | ------ | ------------------------------------------------------------ | -------- | -------------- | --------------- | ---- |
| 1977年1月      | スリーピング・マーダー －ミス・マープル最後の事件－ | 早川書房 | Hayakawa novels               | 綾川梓 | ミス・マープルについて                                       | 282      |                |                 |      |
| 1990年7月      | スリーピング・マーダー                              | 早川書房 | ハヤカワ・ミステリ文庫 HM1-85 | 綾川梓 | 大いなる蘇りの時 芳野昌之、 アガサ・クリスティー全著作リスト | 348      | 4150700850     | 真鍋博          |      |
| 2004年11月18日 | スリーピング・マーダー                              | 早川書房 | ハヤカワ・クリスティー文庫 46 | 綾川梓 | 解説 恩田陸「回想と予感」                                    | 383      | 978-4151300462 | Hayakawa Design |      |

## 映像化
ミス・マープル『スリーピング・マーダー』
シーズン2 エピソード2（通算第6話）  イギリス1987年放送
内容はほぼ原作に沿っている。
- グウェンダ・リード: ジェラルディン・アレクサンダー - 海外から新居を探しに来た新妻
- ジャイルズ・リード: ジョン・モルダー・ブラウン - グウェンダの夫
- ジェイムズ・ケネディ: フレデリック・トリーブス - ヘレンの兄、医師
- ウォルター・フェーン: テランス・ハーディマン - 地元の弁護士
- フェーン夫人: ジーン・アンダーソン - ウォルターの母

アガサ・クリスティー ミス・マープル『スリーピング・マーダー』
シーズン2 エピソード1（通算第5話）  イギリス2006年放送
真犯人と主要なトリックは原作に沿っているが、主人公のグウェンダの夫が合流せずに部下のホーンビームが相棒役になることや、事件当時旅の一座がディルマスに来ていてヘレンがそのメンバーだったこと、最終的にヘレンがグウェンダの母と同一人物であることなど多数の変更がある。
- グウェンダ・リード: ソフィア・マイルズ - 婚約して海外から新居を探しに来た女性
- ヒュー・ホーンビーム: エイダン・マカードル - グウェンダの婚約者の部下
- ケルヴィン・ハリデイ: ジュリアン・ワダム - グウェンダの父
- ヘレン・マースデン: アンナ＝ルイーズ・プロウマン - 昔失踪した旅芸人、当時ケルヴィンの婚約者
- ジェイムズ・ケネディ: フィル・デイヴィス - ヘレンの兄、医師

アガサ・クリスティーの名探偵ポワロとマープル『スリーピングマーダー』
（日本 2005年）
『アガサ・クリスティーの名探偵ポワロとマープル』はNHK総合テレビで2004年7月4日から2005年5月15日まで放送されたアニメで、本作は第30話から第33話まで4回に分けて放送された。ミス・マープルの声を八千草薫が演じた。グエンダ・リード役は田中美里。